# Kierzbuń
Kierzbuń (niem. Kirschbaum) – osada w Polsce położona w województwie warmińsko-mazurskim, w powiecie olsztyńskim, w gminie Barczewo. Miejscowość wchodzi w skład sołectwa Bartołty Wielkie. W latach 1975–1998 miejscowość administracyjnie należała do województwa olsztyńskiego.
Od roku 1994 w kierzbuńskim dworku i przyległych budowlach znajduje się Stadnina Koni Kierzbuń.